# Seznam kamenů zmizelých v Česku

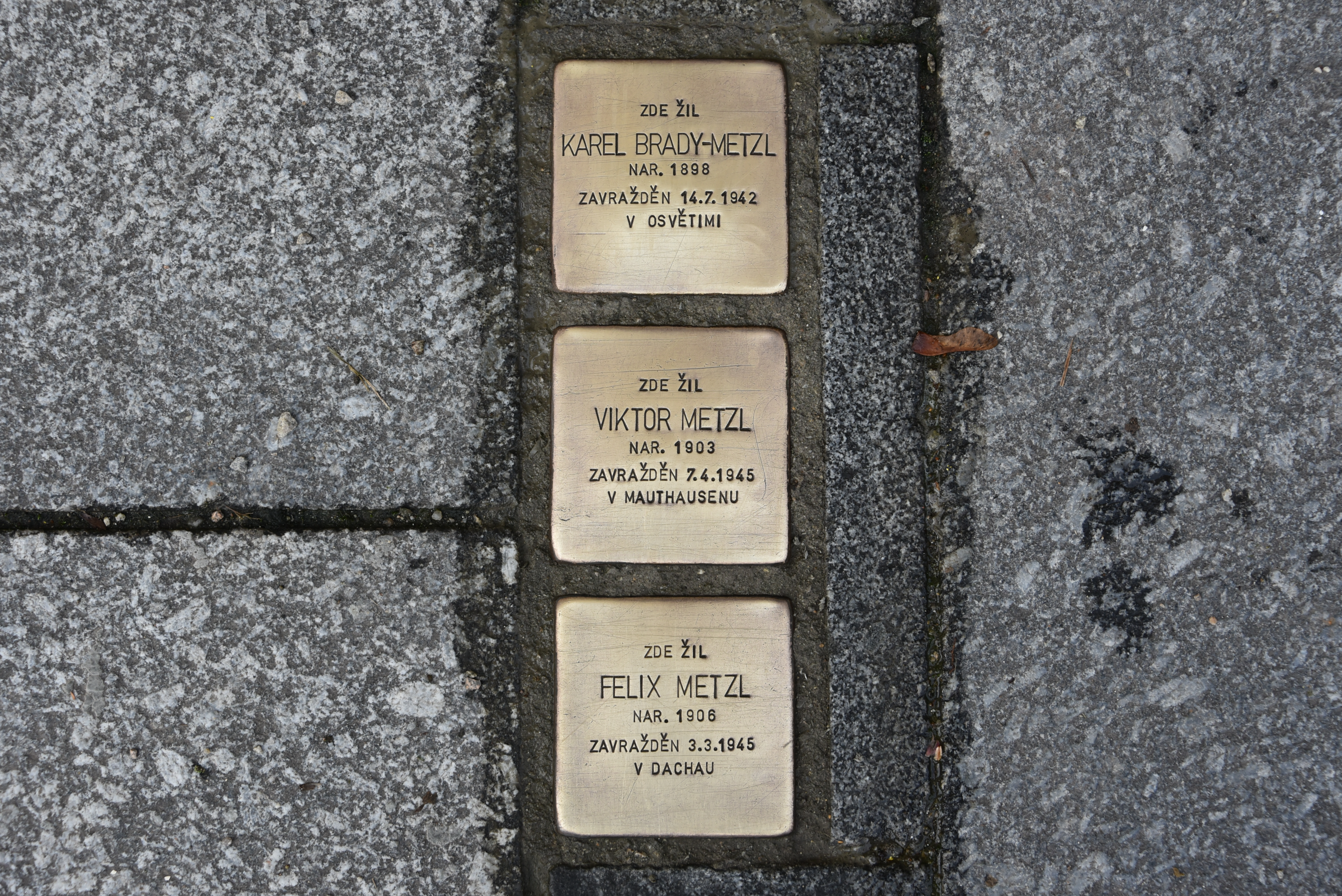
Kameny zmizelých v Třeboni

Seznam kamenů zmizelých v Česku předkládá seznam speciálních pomníků obětem druhé světové války v Česku rozdělený podle krajů. Kameny zmizelých, jinak také Stolpersteine, jsou kostky s mosazným povrchem vsazené do chodníku podle projektu německého umělce Guntera Demniga. Připomínají osudy lidí, kteří byli nacisty deportováni a poté zavražděni v koncentračních táborech či vyhnáni ze svých domovů nebo dohnáni k sebevraždě. Ve velké většině případů se jednalo o osoby židovského původu. Stolpersteine se zpravidla nacházejí před posledním svobodným místem pobytu obětí.

## Hlavní město Praha
| místo | kraj               | datum první instalace | počet kamenů | datum poslední instalace | galerie                                                  |
| ----- | ------------------ | --------------------- | ------------ | ------------------------ | -------------------------------------------------------- |
| Praha | Hlavní město Praha | 8. října 2008         | více než 466 | 2024                     | Kategorie „Stolpersteine in Prague“ na Wikimedia Commons |

## Středočeský kraj
| místo              | kraj             | datum první instalace | počet kamenů | datum poslední instalace | galerie                                                          |
| ------------------ | ---------------- | --------------------- | ------------ | ------------------------ | ---------------------------------------------------------------- |
| Benešov            | Středočeský kraj | 7. května 2015        | 10           | 7. května 2015           | Kategorie „Gedenksteine in Benešov“ na Wikimedia Commons         |
| Čáslav             | Středočeský kraj | 6. září 2020          | 30           | 25. října 2023           |                                                                  |
| Chotutice          | Středočeský kraj | 3. června 2024        | 5            | 3. června 2024           |                                                                  |
| Kladno             | Středočeský kraj | 9. listopadu 2021     | 10           | 22. února 2024           |                                                                  |
| Kolín              | Středočeský kraj | 10. října 2008        | 30           | 17. září 2021            | Kategorie „Stolpersteine in Kolín“ na Wikimedia Commons          |
| Kutná Hora         | Středočeský kraj | 2. srpna 2016         | 60           | 15. srpna 2018           | Kategorie „Stolpersteine in Kutná Hora“ na Wikimedia Commons     |
| Lidice             | Středočeský kraj | 2. června 2022        | 1            | 2. června 2022           |                                                                  |
| Mělník             | Středočeský kraj | 14. července 2022     | 13           | 14. července 2022        |                                                                  |
| Milovice           | Středočeský kraj | 13. září 2014         | 5            | 13. září 2014            | Kategorie „Stolpersteine in Milovice“ na Wikimedia Commons       |
| Mladá Boleslav     | Středočeský kraj | 13. září 2014         | 9            | 13. září 2014            | Kategorie „Stolpersteine in Mladá Boleslav“ na Wikimedia Commons |
| Mnichovice u Říčan | Středočeský kraj | 2021                  | 12           | 2022                     |                                                                  |
| Neratovice         | Středočeský kraj | 2010                  | 17           | 2010                     | Kategorie „Stolpersteine in Neratovice“ na Wikimedia Commons     |
| Nymburk            | Středočeský kraj | 1. října 2021         | 13           | 11. září 2022            |                                                                  |
| Pečky              | Středočeský kraj | 9. července 2021      | 16           | 9. června 2022           |                                                                  |
| Poděbrady          | Středočeský kraj | 11. října 2022        | 5            | 11. října 2022           |                                                                  |
| Ratenice           | Středočeský kraj | 29. října 2012        | 3            | 29. října 2012           | Kategorie „Stolpersteine in Ratenice“ na Wikimedia Commons       |
| Říčany             | Středočeský kraj | 19. září 2017         | 15           | 21. května 2024          | Kategorie „Gedenksteine in Říčany“ na Wikimedia Commons          |
| Roztoky            | Středočeský kraj | 16. srpna 2018        | 17           | 16. srpna 2018           |                                                                  |
| Sázava             | Středočeský kraj | 20. září 2017         | 3            | 20. září 2017            | Kategorie „Stolpersteine in Sazava“ na Wikimedia Commons         |
| Štěchovice         | Středočeský kraj |                       | 4            |                          |                                                                  |
| Úvaly              | Středočeský kraj | 16. června 2018       | 11           | 8. března 2024           | Kategorie „Gedenksteine in Úvaly“ na Wikimedia Commons           |

## Královéhradecký kraj
| místo                | kraj                 | datum první instalace | počet kamenů | datum poslední instalace | galerie                                                               |
| -------------------- | -------------------- | --------------------- | ------------ | ------------------------ | --------------------------------------------------------------------- |
| Bohdašín             | Královéhradecký kraj | 7. července 2019      | 2            | 7. července 2019         |                                                                       |
| Dobruška             | Královéhradecký kraj | 2021                  | 16           | 18. května 2023          |                                                                       |
| Doubravice           | Královéhradecký kraj | 8. října 2019         | 1            | 8. října 2019            |                                                                       |
| Hradec Králové       | Královéhradecký kraj | 2. října 2024         | 5            | 2. října 2024            |                                                                       |
| Chlumec nad Cidlinou | Královéhradecký kraj | 21. září 2022         | 15           | 15. července 2024        |                                                                       |
| Jičín                | Královéhradecký kraj | 7. září 2019          | 16           | 5. října 2021            |                                                                       |
| Kostelec nad Orlicí  | Královéhradecký kraj | 29. října 2012        | 1            | 29. října 2012           | Kategorie „Stolpersteine in Kostelec nad Orlici“ na Wikimedia Commons |
| Kostelecké Končiny   | Královéhradecký kraj | 7. července 2019      | 6            |                          |                                                                       |
| Náchod               | Královéhradecký kraj | 2. srpna 2016         | 5            | 2. srpna 2016            | Kategorie „Stolpersteine in Náchod“ na Wikimedia Commons              |
| Rychnov nad Kněžnou  | Královéhradecký kraj | 27. dubna 2022        | 31           | 6. května 2024           |                                                                       |
| Trutnov              | Královéhradecký kraj | 15. listopadu 2021    | 12           | 12. listopadu 2023       |                                                                       |

## Pardubický kraj
| místo           | kraj            | datum první instalace | počet kamenů | datum poslední instalace | galerie                                                     |
| --------------- | --------------- | --------------------- | ------------ | ------------------------ | ----------------------------------------------------------- |
| Borová          | Pardubický kraj | 7. října 2018         | 7            | 7. října 2018            |                                                             |
| České Libchavy  | Pardubický kraj | 22. října 2023        | 3            | 22. října 2023           |                                                             |
| Holice          | Pardubický kraj | 16. července 2021     | 22           | 8. září 2023             |                                                             |
| Chrudim         | Pardubický kraj | 20. září 2017         | 88           | 14. října 2024           |                                                             |
| Luže            | Pardubický kraj | 31. srpna 2020        | 40           | 17. července 2022        | Kategorie „Stolpersteine in Luže“ na Wikimedia Commons      |
| Miřetice        | Pardubický kraj | 13. září 2021         | 3            | 13. září 2021            |                                                             |
| Pardubice       | Pardubický kraj | 1. září 2020          | 40           | 5. září 2023             | Kategorie „Stolpersteine in Pardubice“ na Wikimedia Commons |
| Polička         | Pardubický kraj | 8. března 2022        | 24           | 7. března 2024           |                                                             |
| Proseč          | Pardubický kraj | 31. srpna 2020        | 22           | 30. dubna 2024           |                                                             |
| Slatiňany       | Pardubický kraj | 15. srpna 2018        | 11           | 10. září 2019            | Kategorie „Stolpersteine in Slatiňany“ na Wikimedia Commons |
| Svitavy         | Pardubický kraj | 23. dubna 2013        | 8            | 2. listopadu 2017        | Kategorie „Stolpersteine in Svitavy“ na Wikimedia Commons   |
| Ústí nad Orlicí | Pardubický kraj | 2. prosince 2024      | 7            | 2. prosince 2024         |                                                             |
| Vysoké Mýto     | Pardubický kraj | 6. září 2019          | 23           | 7. září 2023             |                                                             |

## Liberecký kraj
| místo      | kraj           | datum první instalace | počet kamenů | datum poslední instalace | galerie                                                            |
| ---------- | -------------- | --------------------- | ------------ | ------------------------ | ------------------------------------------------------------------ |
| Česká Lípa | Liberecký kraj | 4. května 2018        | 14           | 2021                     | Kategorie „Stolpersteine in Česká Lípa“ na Wikimedia Commons       |
| Frýdlant   | Liberecký kraj | 17. dubna 2024        | 2            | 17. dubna 2024           |                                                                    |
| Hejnice    | Liberecký kraj | 5. listopadu 2019     | 6            | 5. listopadu 2021        | Kategorie „Stolpersteine in Hejnice-Haindorf“ na Wikimedia Commons |
| Liberec    | Liberecký kraj | 17. srpna 2016        | 78           | říjen 2024               | Kategorie „Stolpersteine in Liberec“ na Wikimedia Commons          |
| Turnov     | Liberecký kraj | 2021                  | 32           | 2022                     |                                                                    |

## Ústecký kraj
| místo               | kraj         | datum první instalace | počet kamenů | datum poslední instalace | galerie                                                   |
| ------------------- | ------------ | --------------------- | ------------ | ------------------------ | --------------------------------------------------------- |
| Bohušovice nad Ohří | Ústecký kraj | říjen 2017            | 1            | říjen 2017               |                                                           |
| Děčín               | Ústecký kraj | 12. září 2014         | 1            | 12. září 2014            | Kategorie „Stolpersteine in Děčín“ na Wikimedia Commons   |
| Chomutov            | Ústecký kraj | 2021                  | 8            | 28. ledna 2025           |                                                           |
| Peruc               | Ústecký kraj | 7. června 2015        | 3            | 7. června 2015           | Kategorie „Stolpersteine in Peruc“ na Wikimedia Commons   |
| Podbořany           | Ústecký kraj | září 2017             | 12           | září 2017                |                                                           |
| Roudnice nad Labem  | Ústecký kraj | srpen 2016            | 2            | srpen 2016               |                                                           |
| Teplice             | Ústecký kraj | 17. června 2011       | 11           | 17. července 2013        | Kategorie „Stolpersteine in Teplice“ na Wikimedia Commons |
| Ústí nad Labem      | Ústecký kraj | 26. ledna 2023        | 8            | 26. ledna 2023           |                                                           |
| Žatec               | Ústecký kraj | 12. září 2014         | 3            | 12. září 2014            | Kategorie „Stolpersteine in Žatec“ na Wikimedia Commons   |

## Karlovarský kraj
| místo        | kraj             | datum první instalace | počet kamenů | datum poslední instalace | galerie                                                                     |
| ------------ | ---------------- | --------------------- | ------------ | ------------------------ | --------------------------------------------------------------------------- |
| Chodov       | Karlovarský kraj | 2. srpna 2015         | 12           | 17. září 2017            | Kategorie „Stolpersteine in Chodov (Sokolov District)“ na Wikimedia Commons |
| Karlovy Vary | Karlovarský kraj | 1. srpna 2016         | 12           | duben 2023               | Kategorie „Stolpersteine in Karlovy Vary Region“ na Wikimedia Commons       |
| Ostrov       | Karlovarský kraj | září 2020             |              |                          |                                                                             |
| Sokolov      | Karlovarský kraj | 10. listopadu 2020    | 23           | 9. listopadu 2023        |                                                                             |

## Plzeňský kraj
| místo          | kraj          | datum první instalace | počet kamenů | datum poslední instalace | galerie                                                          |
| -------------- | ------------- | --------------------- | ------------ | ------------------------ | ---------------------------------------------------------------- |
| Horažďovice    | Plzeňský kraj | 14. září 2014         | 24           | 3. srpna 2015            |                                                                  |
| Plzeň          | Plzeňský kraj | 28. října 2012        | 136          | říjen 2023               | Kategorie „Stolpersteine in Pilsen“ na Wikimedia Commons         |
| Rokycany       | Plzeňský kraj | 14. listopadu 2023    | 6            | 26. ledna 2024           |                                                                  |
| Spálené Poříčí | Plzeňský kraj | 12. července 2023     | 7            | 12. července 2023        | Kategorie „Stolpersteine in Spálené Poříčí“ na Wikimedia Commons |
| Sušice         | Plzeňský kraj | 2. srpna 2015         | 7            | 2. srpna 2015            | Kategorie „Stolpersteine in Sušice“ na Wikimedia Commons         |

## Jihočeský kraj
| místo              | kraj           | datum první instalace | počet kamenů | datum poslední instalace | galerie                                                            |
| ------------------ | -------------- | --------------------- | ------------ | ------------------------ | ------------------------------------------------------------------ |
| Boršov nad Vltavou | Jihočeský kraj | 8. října 2020         | 3            | 8. října 2020            |                                                                    |
| České Budějovice   | Jihočeský kraj | 14. září 2014         | více než 50  | 2024                     | Kategorie „Stolpersteine in České Budějovice“ na Wikimedia Commons |
| Český Krumlov      | Jihočeský kraj | 1. října 2021         | 2            | 1. října 2021            |                                                                    |
| Dačice             | Jihočeský kraj | 17. září 2021         | 4            | 17. září 2021            |                                                                    |
| Chlum u Třeboně    | Jihočeský kraj | 17. července 2013     | 2            | 17. července 2013        | Kategorie „Stolpersteine in Chlum u Třeboně“ na Wikimedia Commons  |
| Katovice           | Jihočeský kraj | 18. dubna 2024        | 1            | 18. dubna 2024           |                                                                    |
| Milevsko           | Jihočeský kraj | 2. listopadu 2023     | 20           | 2. listopadu 2023        | Kategorie „Stolpersteine in Milevsko“ na Wikimedia Commons         |
| Prachatice         | Jihočeský kraj | 15. dubna 2024        | 2            | 15. dubna 2024           |                                                                    |
| Třeboň             | Jihočeský kraj | 6. června 2010        | 3            | 6. června 2010           | Kategorie „Stolpersteine in Třeboň“ na Wikimedia Commons           |

## Kraj Vysočina
| místo               | kraj          | datum první instalace | počet kamenů | datum poslední instalace | galerie                                                          |
| ------------------- | ------------- | --------------------- | ------------ | ------------------------ | ---------------------------------------------------------------- |
| Havlíčkův Brod      | Kraj Vysočina | 15. září 2014         | 2            | 15. září 2014            | Kategorie „Stolpersteine in Havlíčkův brod“ na Wikimedia Commons |
| Humpolec            | Kraj Vysočina | 9. června 2022        | 4            | 9. června 2022           | Kategorie „Stolpersteine in Humpolec“ na Wikimedia Commons       |
| Chotěboř            | Kraj Vysočina | 3. srpna 2016         | 10           | 20. září 2017            | Kategorie „Stolpersteine in Chotěboř“ na Wikimedia Commons       |
| Jihlava             | Kraj Vysočina | 14. srpna 2018        | 3            | 14. srpna 2018           | Kategorie „Stolpersteine in Jihlava“ na Wikimedia Commons        |
| Moravské Budějovice | Kraj Vysočina | 12. června 2019       | 7            | 12. června 2019          |                                                                  |
| Náměšť nad Oslavou  | Kraj Vysočina | 24. dubna 2025        | 1            | 24. dubna 2025           |                                                                  |
| Okříšky             | Kraj Vysočina | 26. ledna 2024        | 4            | 26. ledna 2024           |                                                                  |
| Pacov               | Kraj Vysočina | 14. září 2014         | 4            | 14. září 2014            | Kategorie „Stolpersteine in Pacov“ na Wikimedia Commons          |
| Pohled              | Kraj Vysočina | 14. srpna 2018        | 4            | 14. srpna 2018           | Kategorie „Stolpersteine in Pohled“ na Wikimedia Commons         |
| Rudíkov             | Kraj Vysočina | 8. května 2022        | 2            | 8. května 2022           |                                                                  |
| Senožaty            | Kraj Vysočina | 3. srpna 2015         | 4            | 3. srpna 2015            | Kategorie „Stolpersteine in Senožaty“ na Wikimedia Commons       |
| Třebíč              | Kraj Vysočina | 18. července 2013     | 32           | 22. května 2022          | Kategorie „Stolpersteine in Třebíč“ na Wikimedia Commons         |
| Velká Bíteš         | Kraj Vysočina | 8. května 2023        | 4            | 8. května 2023           |                                                                  |
| Velké Meziříčí      | Kraj Vysočina | 18. května 2022       | 13           | 18. května 2022          |                                                                  |
| Žirovnice           | Kraj Vysočina |                       |              |                          |                                                                  |

## Jihomoravský kraj
| místo          | kraj              | datum první instalace | počet kamenů | datum poslední instalace | galerie                                                             |
| -------------- | ----------------- | --------------------- | ------------ | ------------------------ | ------------------------------------------------------------------- |
| Boskovice      | Jihomoravský kraj | září 2018             | 80           | 2023                     |                                                                     |
| Brno           | Jihomoravský kraj | 9. června 2010        | 258          | 2022                     | Kategorie „Stolpersteine in Brno“ na Wikimedia Commons              |
| Břeclav        | Jihomoravský kraj | 16. června 2015       | 3            | 16. června 2015          |                                                                     |
| Bučovice       | Jihomoravský kraj | listopad 2015         | 6            |                          |                                                                     |
| Heroltice      | Jihomoravský kraj | 21. května 2016       | 6            | 21. května 2016          |                                                                     |
| Kyjov          | Jihomoravský kraj |                       |              |                          |                                                                     |
| Lomnice        | Jihomoravský kraj | 6. července 2011      | 9            | 14. září 2013            | Kategorie „Stolpersteine in Lomnice u Tišnova“ na Wikimedia Commons |
| Mikulov        | Jihomoravský kraj | 30. října 2012        | 3            | 30. října 2012           | Kategorie „Stolpersteine in Mikulov“ na Wikimedia Commons           |
| Miroslav       | Jihomoravský kraj | 9. března 2024        | 3            | 9. března 2024           |                                                                     |
| Nedvědice      | Jihomoravský kraj | 10. října 2013        | 1            | 10. října 2013           |                                                                     |
| Slavkov u Brna | Jihomoravský kraj | 15. září 2014         | 1            | 15. září 2014            | Kategorie „Stolperstein in Slavkov u Brna“ na Wikimedia Commons     |
| Šlapanice      | Jihomoravský kraj |                       |              |                          |                                                                     |
| Těšany         | Jihomoravský kraj | 15. října 2015        | 3            | 15. října 2015           |                                                                     |
| Tišnov         | Jihomoravský kraj | 15. září 2014         | 15           | 5. prosince 2019         | Kategorie „Stolpersteine in Tišnov“ na Wikimedia Commons            |
| Vracov         | Jihomoravský kraj | 25. září 2019         | 5            | 25. září 2019            | Kategorie „Stolpersteine in Vracov“ na Wikimedia Commons            |
| Znojmo         | Jihomoravský kraj | 4. srpna 2016         | 2×2          | 4. srpna 2016            | Kategorie „Stolpersteine in Znojmo“ na Wikimedia Commons            |

## Zlínský kraj
| místo             | kraj         | datum první instalace | počet kamenů | datum poslední instalace | galerie                                                    |
| ----------------- | ------------ | --------------------- | ------------ | ------------------------ | ---------------------------------------------------------- |
| Boršice           | Zlínský kraj | 18. července 2013     | 3            | 18. července 2013        | Kategorie „Stolpersteine in Boršice“ na Wikimedia Commons  |
| Holešov           | Zlínský kraj | 25. července 2023     | 12           | 28. srpna 2023           |                                                            |
| Kroměříž          | Zlínský kraj | 16. září 2014         | 26           | 1. prosince 2020         | Kategorie „Stolpersteine in Kroměříž“ na Wikimedia Commons |
| Luhačovice        | Zlínský kraj | 19. prosince 2023     | 5            | 19. prosince 2023        |                                                            |
| Uherské Hradiště  | Zlínský kraj | říjen 2019            | 3            | 21. října 2021           |                                                            |
| Valašské Klobouky | Zlínský kraj | 24. června 2022       | 13           | 3. září 2023             |                                                            |
| Valašské Meziříčí | Zlínský kraj | 10. srpna 2021        | 16           | 10. srpna 2021           |                                                            |
| Zlín              | Zlínský kraj | 21. července 2021     | 2            | 21. července 2021        |                                                            |

## Olomoucký kraj
| místo             | kraj           | datum první instalace | počet kamenů | datum poslední instalace | galerie                                                             |
| ----------------- | -------------- | --------------------- | ------------ | ------------------------ | ------------------------------------------------------------------- |
| Hranice           | Olomoucký kraj | 5. srpna 2015         | 3            | 5. srpna 2015            | Kategorie „Stolpersteine in Hranice na Moravě“ na Wikimedia Commons |
| Lipník nad Bečvou | Olomoucký kraj | 11. září 2019         | 2            | 11. září 2019            |                                                                     |
| Loštice           | Olomoucký kraj | 21. září 2017         | 8            | 21. září 2017            | Kategorie „Stolpersteine in Loštice“ na Wikimedia Commons           |
| Olomouc           | Olomoucký kraj | 16. června 2011       | 384          | listopad 2024            | Kategorie „Stolpersteine in Olomouc“ na Wikimedia Commons           |
| Prostějov         | Olomoucký kraj | 2019                  | 72           | 2023                     |                                                                     |
| Šumperk           | Olomoucký kraj | 2019                  | 19           | 2. června 2023           |                                                                     |

## Moravskoslezský kraj
| místo       | kraj                 | datum první instalace | počet kamenů | datum poslední instalace | galerie                                                       |
| ----------- | -------------------- | --------------------- | ------------ | ------------------------ | ------------------------------------------------------------- |
| Český Těšín | Moravskoslezský kraj | 30. října 2012        | 1            | 30. října 2012           | Kategorie „Stolpersteine in Český Těšín“ na Wikimedia Commons |
| Krnov       | Moravskoslezský kraj | 19. července 2013     | 16           | 19. září 2014            | Kategorie „Stolpersteine in Krnov“ na Wikimedia Commons       |
| Ostrava     | Moravskoslezský kraj | 10. června 2010       | 38           | 21. září 2017            | Kategorie „Stolpersteine in Ostrava“ na Wikimedia Commons     |
| Příbor      | Moravskoslezský kraj | 19. července 2013     | 1            | 19. července 2013        | Kategorie „Stolpersteine in Příbor“ na Wikimedia Commons      |